# Cussy-en-Morvan
Cussy-en-Morvan é uma comuna francesa na região administrativa de Borgonha-Franco-Condado, no departamento Saône-et-Loire. Estende-se por uma área de 33,93 km². Em 2010 a comuna tinha 391 habitantes (densidade: 11,5 hab./km²).